# Hideaki Ozawa
Hideaki Ozawa (jap. 小澤 英明, Ozawa Hideaki; * 17. März 1974 in der Präfektur Ibaraki) ist ein ehemaliger japanischer Fußballspieler.

## Karriere
Ozawa erlernte das Fußballspielen in der Schulmannschaft der Mito Junior College High School. Seinen ersten Vertrag unterschrieb er 1992 bei Kashima Antlers. Der Verein spielte in der höchsten Liga des Landes, der J1 League. Mit dem Verein wurde er 1996 japanischer Meister. Danach spielte er bei Yokohama F. Marinos (1998–2000), Cerezo Osaka (2000) und FC Tokyo (2001–2003). 2004 kehrte er nach Kashima Antlers zurück. Mit dem Verein wurde er 2007, 2008, 2009 japanischer Meister. 2010 wechselte er zu Sportivo Luqueño. 2011 wechselte er zum Ligakonkurrenten Albirex Niigata. Für den Verein absolvierte er 20 Erstligaspiele. Ende 2012 beendete er seine Karriere als Fußballspieler.

## Erfolge
Kashima Antlers
- J1 League

Meister: 1996, 2007, 2008, 2009
Vizemeister: 1993, 1997
- J.League Cup

Sieger: 1997
Finalist: 2006
- Kaiserpokal

Sieger: 1997, 2007
Finalist: 1993
- Japanischer Supercup: 2009

Yokohama F. Marinos
- J1 League

Vizemeister: 2000